# Robbie Widdows
Robert „Robbie“ Widdows (* 17. Januar 1961 in Milton Keynes) ist ein ehemaliger englischer Dartspieler.

## Karriere
Widdows nahm an drei BDO-Weltmeisterschaften teil. 1998 gewann er bei seinem Debüt das erste Spiel und verlor im Anschluss knapp gegen Colin Monk. 1999 verlor er bereits zum Auftakt gegen Kevin Painter. Bei seiner letzten Teilnahme im Jahr 2000 war er an Nummer acht gesetzt, musste sich letztlich aber wiederum gegen Painter geschlagen geben.
Beim World Masters war er ebenfalls drei Mal mit dabei, kam jedoch nie über die zweite Runde hinaus. Zudem nahm er 1998 einmalig am PDC World Matchplay teil, bei dem auch Spieler der BDO zugelassen waren. Hierbei besiegte er den dreimaligen Weltmeister John Lowe und verlor anschließend gegen Phil Taylor.
Nachdem sich Widdows 2001 für einen Beitritt zur Professional Darts Corporation entschieden hatte, war er noch einige Male bei deren Major-Turnieren dabei. 2004 gelang ihm die Qualifikation zur PDC-Weltmeisterschaft. Dort gelang ihm zunächst ein Sieg über den Nordiren Henry O’Neill. In der nächsten Runde war er dann Simon Whatley unterlegen.
Seit einem UK Open Qualifier 2006 tritt Widdows nicht mehr bei professionellen Turnieren an.

## Weltmeisterschaftsresultate

### BDO
- 1998: Achtelfinale (2:3-Niederlage gegen  Colin Monk) (Sätze)
- 1999: 1. Runde (0:3-Niederlage gegen  Kevin Painter)
- 2000: Achtelfinale (1:3-Niederlage gegen  Kevin Painter)

### PDC
- 2004: 2. Runde (1:3-Niederlage gegen  Simon Whatley)

## Titel

### WDF
- Englischer Meister: 1998